# Wade Belak
Pour les articles homonymes, voir Aadland et Belak.
Wade William Belak (né Wade William Aadland le 3 juillet 1976 à Saskatoon, dans la province de la Saskatchewan au Canada – mort le 31 août 2011 à Toronto, dans la province de l'Ontario au Canada) est un joueur professionnel canadien de hockey sur glace.

## Carrière de joueur
Excellent au niveau junior, il fut sélectionné en première ronde lors du repêchage de la Ligue nationale de hockey en 1994, il évoluait alors avec les Blades de Saskatoon de la Ligue de hockey de l'Ouest. Il commença sa carrière junior à la fin de la saison 1994-1994 lorsqu'il rejoignit les Aces de Cornwall dans la Ligue américaine de hockey. Par contre, il joua par la suite une autre année junior avec les Blades.
L'année suivante, il fit ses débuts dans la Ligue nationale de hockey avec l'Avalanche du Colorado, mais n'y joua que cinq parties. Toutefois, sa saison fut couronnée de succès car il remporta la Coupe Calder avec les Bears de Hershey, club-école de l'Avalanche. Aux cours des saisons qui suivirent, il partagea ses saisons entre les Bears et l'Avalanche. Cette situation changea lorsqu'il fut échangé aux Flames de Calgary en compagnie de deux autres joueurs en retour de Chris Dingman et de Theoren Fleury. Après un court séjours de douze parties avec le club-école des Flames, il s'imposa finalement dans la LNH.
Il fut réclamé au ballotage au cours de la saison 2000-2001 par les Maple Leafs de Toronto. Il y joua plusieurs saisons. Lors du lockout dans la LNH, il a évolué avec le Coventry Blaze en Angleterre. À la fin de la saison 2007-2008, il rejoignit les Panthers de la Floride à la date limite des transactions. Il rejoignit les Predators de Nashville au début de la saison suivante.
Il a été retrouvé sans vie dans son appartement de Toronto le 31 août 2011.

## Statistiques
| Saison     | Équipe                          | Ligue            |     | Saison régulière | Saison régulière | Saison régulière | Saison régulière | Saison régulière |   | Séries éliminatoires | Séries éliminatoires | Séries éliminatoires | Séries éliminatoires | Séries éliminatoires |
| Saison     | Équipe                          | Ligue            | PJ  | B                | A                | Pts              | Pun              | PJ               | B | A                    | Pts                  | Pun                  |                      |                      |
| 1991-1992  | North Stars de North Battleford | SMBHL            | 57  | 6                | 20               | 26               | 186              | -                | - | -                    | -                    | -                    |                      |                      |
| 1992-1993  | North Stars de North Battleford | LHJS             | 50  | 5                | 15               | 20               | 146              | -                | - | -                    | -                    | -                    |                      |                      |
| 1992-1993  | Blades de Saskatoon             | LHOu             | 7   | 0                | 0                | 0                | 23               | 7                | 0 | 0                    | 0                    | 0                    |                      |                      |
| 1993-1994  | Blades de Saskatoon             | LHOu             | 69  | 4                | 13               | 17               | 226              | 16               | 2 | 2                    | 4                    | 43                   |                      |                      |
| 1994-1995  | Blades de Saskatoon             | LHOu             | 72  | 4                | 14               | 18               | 290              | 9                | 0 | 0                    | 0                    | 36                   |                      |                      |
| 1994-1995  | Aces de Cornwall                | LAH              | -   | -                | -                | -                | -                | 11               | 1 | 2                    | 3                    | 40                   |                      |                      |
| 1995-1996  | Blades de Saskatoon             | LHOu             | 63  | 3                | 15               | 18               | 207              | 4                | 0 | 0                    | 0                    | 9                    |                      |                      |
| 1995-1996  | Aces de Cornwall                | LAH              | 5   | 0                | 0                | 0                | 18               | 2                | 0 | 0                    | 0                    | 2                    |                      |                      |
| 1996-1997  | Bears de Hershey                | LAH              | 65  | 1                | 7                | 8                | 320              | 16               | 0 | 1                    | 1                    | 61                   |                      |                      |
| 1996-1997  | Avalanche du Colorado           | LNH              | 5   | 0                | 0                | 0                | 11               | -                | - | -                    | -                    | -                    |                      |                      |
| 1997-1998  | Bears de Hershey                | LAH              | 11  | 0                | 0                | 0                | 30               | -                | - | -                    | -                    | -                    |                      |                      |
| 1997-1998  | Avalanche du Colorado           | LNH              | 8   | 1                | 1                | 2                | 27               | -                | - | -                    | -                    | -                    |                      |                      |
| 1998-1999  | Bears de Hershey                | LAH              | 17  | 0                | 1                | 1                | 49               | -                | - | -                    | -                    | -                    |                      |                      |
| 1998-1999  | Flames de Saint-Jean            | LAH              | 12  | 0                | 2                | 2                | 43               | 6                | 0 | 1                    | 1                    | 23                   |                      |                      |
| 1998-1999  | Avalanche du Colorado           | LNH              | 22  | 0                | 0                | 0                | 71               | -                | - | -                    | -                    | -                    |                      |                      |
| 1998-1999  | Flames de Calgary               | LNH              | 9   | 0                | 1                | 1                | 23               | -                | - | -                    | -                    | -                    |                      |                      |
| 1999-2000  | Flames de Calgary               | LNH              | 40  | 0                | 2                | 2                | 122              | -                | - | -                    | -                    | -                    |                      |                      |
| 2000-2001  | Flames de Calgary               | LNH              | 23  | 0                | 0                | 0                | 79               | -                | - | -                    | -                    | -                    |                      |                      |
| 2000-2001  | Maple Leafs de Toronto          | LNH              | 16  | 1                | 1                | 2                | 31               | -                | - | -                    | -                    | -                    |                      |                      |
| 2001-2002  | Maple Leafs de Toronto          | LNH              | 63  | 1                | 3                | 4                | 142              | 16               | 1 | 0                    | 1                    | 18                   |                      |                      |
| 2002-2003  | Maple Leafs de Toronto          | LNH              | 55  | 3                | 6                | 9                | 196              | 2                | 0 | 0                    | 0                    | 4                    |                      |                      |
| 2003-2004  | Maple Leafs de Toronto          | LNH              | 34  | 1                | 1                | 2                | 109              | 4                | 0 | 0                    | 0                    | 14                   |                      |                      |
| 2004-2005  | Coventry Blaze                  | Crossover League | 10  | 2                | 4                | 6                | 30               | -                | - | -                    | -                    | -                    |                      |                      |
| 2004-2005  | Coventry Blaze                  | Challenge Cup    | 4   | 1                | 0                | 1                | 31               | -                | - | -                    | -                    | -                    |                      |                      |
| 2004-2005  | Coventry Blaze                  | EIHL             | 20  | 3                | 5                | 8                | 109              | 8                | 1 | 1                    | 2                    | 16                   |                      |                      |
| 2005-2006  | Maple Leafs de Toronto          | LNH              | 55  | 0                | 3                | 3                | 109              | -                | - | -                    | -                    | -                    |                      |                      |
| 2006-2007  | Maple Leafs de Toronto          | LNH              | 65  | 0                | 3                | 3                | 110              | -                | - | -                    | -                    | -                    |                      |                      |
| 2007-2008  | Maple Leafs de Toronto          | LNH              | 30  | 1                | 0                | 1                | 66               | -                | - | -                    | -                    | -                    |                      |                      |
| 2007-2008  | Panthers de la Floride          | LNH              | 17  | 0                | 0                | 0                | 12               | -                | - | -                    | -                    | -                    |                      |                      |
| 2008-2009  | Panthers de la Floride          | LNH              | 15  | 0                | 0                | 0                | 25               | -                | - | -                    | -                    | -                    |                      |                      |
| 2008-2009  | Predators de Nashville          | LNH              | 38  | 0                | 2                | 2                | 54               | -                | - | -                    | -                    | -                    |                      |                      |
| 2009-2010  | Predators de Nashville          | LNH              | 39  | 0                | 2                | 2                | 58               | -                | - | -                    | -                    | -                    |                      |                      |
| 2010-2011  | Predators de Nashville          | LNH              | 15  | 0                | 0                | 0                | 18               | -                | - | -                    | -                    | -                    |                      |                      |
| Totaux LNH | Totaux LNH                      | Totaux LNH       | 549 | 8                | 25               | 33               | 1 263            | 22               | 1 | 0                    | 1                    | 36                   |                      |                      |

## Transactions en carrière
- 28 février 1999 : échangé aux Flames de Calgary par l'Avalanche du Colorado avec René Corbet, Robyn Regehr et un choix de 2e tour (Jarret Stoll) lors du repêchage d'entrée dans la LNH en 2000 en retour de Chris Dingman et de Theoren Fleury.
- 16 février 2001 : réclamé au ballotage par les Maple Leafs de Toronto des Flames de Calgary.
- 26 février 2008 : échangé aux Panthers de la Floride par les Maple Leafs de Toronto en retour d'un choix de 5e tour.
- 27 novembre 2008 : échangé par les Panthers aux Predators de Nashville en retour de Nick Tarnasky.

## Parenté dans le sport
- Frère du joueur de hockey Graham Belak.